# Alain Hernández
Alain Hernández (Barcelona, 13 de desembre de 1975) és un actor de teatre, cinema i televisió català.

## Biografia
Va néixer a Barcelona i va estudiar la carrera de màrqueting per a ajudar en el negoci familiar, després de treballar durant un temps es va interessar pel negoci familiar, va estudiar la carrera d'art dramàtic i després de treballar en el seu primer programa va deixar el negoci familiar per a dedicar-se a la interpretació plenament. El seu pare és del poble de Sotoserrano, a la província de Salamanca.
Conegut en la pantalla petita principalment pel seu paper com Tito Peña a La Riera, per Jorge Díaz a Mar de plástico i Juan Espada a El accidente. Ha fet aparicions a altres sèries de televisió com El secreto de Puente Viejo, B&b, de boca en boca, Cites o La catedral del mar.
A la pantalla gran, després de diversos treballs menors, la seva primera aparició en una gran producció va ser el desembre de 2015 amb l'estrena de Palmeras en la nieve, rodada entre juliol de 2014 i gener de 2015, la qual va aconseguir el lloc número 1 en taquilla durant moltes setmanes, superant Star Wars episodi VII: El despertar de la força. Gràcies a això li van donar el paper protagonista a El rei borni, 73, Plan de fuga, Que baje Dios y lo vea i Solo. També ha participat a la pel·lícula El fotògraf de Mauthausen.

## Filmografia

### Cinema
| Pel·lícules | Pel·lícules               | Pel·lícules     | Pel·lícules          | Pel·lícules |
| Any         | Títol                     | Paper           | Notes                |             |
| ----------- | ------------------------- | --------------- | -------------------- | ----------- |
| 2007        | Barcelona (un mapa)       | Juan Rubio      | Personatge secundari |             |
| 2008        | 25 kilates                | Policia         | Personatge secundari |             |
| 2011        | Terrados                  | Mario           | Personatge secundari |             |
| 2013        | Marhaba                   | Toni            | Personatge secundari |             |
| 2013        | El árbol sin sombra       | Fran            | Personatge secundari |             |
| 2013        | Ismael                    | Empleat del bar | Personatge secundari |             |
| 2015        | Project Rwanda            | Josep           | Personatge principal |             |
| 2015        | Ocho apellidos catalanes  | Arnau           | Personatge secundari |             |
| 2015        | Palmeras en la nieve      | Jacobo          | Personatge principal |             |
| 2016        | El rei borni              | David           | Personatge principal |             |
| 2016        | 73'                       | Máximo          | Personatge principal |             |
| 2017        | Plan de fuga              | Víctor          | Personatge principal |             |
| 2017        | Que baje Dios y lo vea    | Padre Salvador  | Personatge principal |             |
| 2018        | Solo                      | Álvaro Vizcaíno | Personatge principal |             |
| 2018        | El fotògraf de Mauthausen | Valbuena        | Personatge secundari |             |
| 2019        | La influencia             | Mikel           | Personatge secundari |             |

### Sèries de televisió
| Any          | Títol                      | Personatge         | Cadena    | Dates        |
| ------------ | -------------------------- | ------------------ | --------- | ------------ |
| 2008         | El cor de la ciutat        | Mosso              | TV3       | 1 capítol    |
| 2008         | Ventdelplà                 | Sicari 2           | TV3       | 2 capítols   |
| 2011 - 2013  | Pop ràpid                  | Albert             | TV3       | 25 capítols  |
| 2013         | El secreto de Puente Viejo | Ricardo Arias      | Antena 3  | 18 capítols  |
| 2014         | B&b, de boca en boca       | Santiago "Santi"   | Telecinco | 1 capítol    |
| 2013 - 2014  | Kubala, Moreno i Manchón   | Iñaki              | TV3       | 2 capítols   |
| 2013 - 2015  | La Riera                   | Tito Peña          | TV3       | 397 capítols |
| 2015 - 2016  | Mar de plástico            | Jorge Díaz         | Antena 3  | 14 capítols  |
| 2016         | Cites                      | Dídac Bernabeu     | TV3       | 3 capítols   |
| 2017 - 2018  | El accidente               | Juan Espada García | Telecinco | 13 capítols  |
| 2018         | La catedral del mar        | Llorenç de Bellera | Antena 3  | 1 capítol    |
| 2019 -2021   | La caza                    | Víctor Gamero      | La 1      | 16 capítols  |
| 2020; 2022-? | Madres. Amor y vida        | Simón              | Telecinco | ? capítols   |
| 2021-?       | Fuerzas de paz             | Román Garrigues    | La 1      | ? capítols   |

## Premis i nominacions
| Any  | Premi           | Categoria              | Feina                     | Resultat  | Ref.  |
| ---- | --------------- | ---------------------- | ------------------------- | --------- | ----- |
| 2017 | Premis Gaudí    | Millor actor secundari | El fotògraf de Mauthausen | Nominat   | [ 4 ] |
| 2021 | Premis Alcazaba | Millor actor de l'any  | —                         | Guanyador | [ 5 ] |